# فرع أمامي للشريان السدادي
الفرع الأمامي من الشريان السدادي (بالإنجليزية: Anterior branch of the obturator artery)‏ هو فرع من الشريان السدادي. ويمتد على السطح الخارجي للغشاء السدادي.